# Czesław Gogołkiewicz
Czesław Gogołkiewicz (ur. 18 września 1938 w Toruniu, zm. 26 listopada 1980 na Atlantyku) – polski żeglarz i konstruktor jachtowy.
W 1962 ukończył studia na Politechnice Gdańskiej.

## Działalność zawodowa
Wieloletni pracownik Morskiej Stoczni Jachtowej im. Leonida Teligi w Szczecinie. Pełnił funkcję kierownika biura projektowego i głównego konstruktora (1966–1979). Sprawował nadzór nad budową jachtów typów Antares, DZ, Enif, Folkboat, Orion. Był głównym konstruktorem jachtów typu Ara (pierwszy polski jacht wykonany z laminatów poliestrowo-szklanych), typu Taurus (Zryw, Janosik), Spaniel, Spaniel II, Raczyński II.

## Żeglarstwo
Był współzałożycielem Jacht Klubu „Pasat” przy Szczecińskiej Stoczni Jachtowej (1963 r.). Czynnie uprawiał żeglarstwo odnosząc w nim duże sukcesy. Był mistrzem i wicemistrzem Polski w klasie Folkboat, siedmiokrotnie zdobywał tytuł Mistrza Polski w żeglarstwie morskim, zdobył także tytuł Mistrza Polski w żeglarstwie samotnym.
Podczas powrotu z regat OSTAR-80 został na Atlantyku zmyty przez sztormową falę z pokładu jachtu Raczyński II.
Odznaczony Srebrnym Krzyżem Zasługi.